# Consulat général de France à Bruxelles
Le Consulat général de France à Bruxelles est chargé de la protection et du suivi consulaire et administratif de l’ensemble des ressortissants français en Belgique. Il est situé à Bruxelles, la capitale fédérale du pays, et sa Consule générale est, depuis septembre 2021, Stéphanie Rouville.

## Les Consuls de France en Belgique

### Historique des Consuls généraux
|  | De                | A                  | Nom                                 |
|  | 15 septembre 2021 | En cours           | Stéphanie Rouville                  |
|  | 4 septembre 2017  | 15 septembre 2021  | Raphaël Trannoy                     |
|  | 22 septembre 2014 | 1er septembre 2017 | Marie-Christine Butel               |
|  | 8 août 2011       | 19 septembre 2014  | Sylvain Berger                      |
|  | 8 septembre 2007  | 9 juillet 2011     | Serge Mucetti                       |
|  | 9 septembre 2004  | 31 août 2007       | Michel Pipelier                     |
|  | 5 février 2001    | 8 septembre 2004   | Olivier Mauvisseau                  |
|  | 1er novembre 1997 | 1er décembre 2000  | Bernard Giulieri                    |
|  | 9 avril 1996      | 31 juillet 1997    | Pierre de Bruchard († le 1/08/1997) |
|  | 4 février 1993    | 14 février 1996    | Eliane de Dampierre († en 2007)     |
|  | 1er décembre 1988 | 19 décembre 1992   | Gérard Simon                        |
|  | 3 octobre 1984    | 30 novembre 1988   | Guy Faugère                         |
|  | 1982              | 1984               | Pierre Mutter                       |
|  | 1980              | 1982               | Jacques Homo                        |

### La Consule générale actuelle à Bruxelles[2]
Née le 1er mai 1970, Stéphanie Rouville, titulaire d'un Magistère de communication de l'université Paris IV Sorbonne (CELSA) et d'un brevet d'administration et d'affaires consulaires appliquées, intègre le Ministère de l'Europe et des Affaires étrangères en 2001 en qualité d'adjoint administratif de chancellerie.
De 2000 à 2003, elle est nommée à l'administration des Français à Oslo. Stéphanie Rouville sera par la suite nommée à la Direction de la Communication et de la presse, au service Documentation (2003-2006), à l'Ambassade de France en Turquie à l'administration des Français (2008-2009), à l'administration centrale à Paris en tant que secrétaire générale adjointe à l'Assemblée des Français de l'étranger (2009-2012) et à l'Ambassade de France en Malaisie en tant que Chef de section consulaire.
En 2014, elle est nommée Cheffe de chancellerie au Consulat général de France à Bruxelles et sera titularisée, en 2015, dans le corps des secrétaires des affaires étrangères. À la suite de cette nomination, elle prend ses fonctions dans le pôle Ressources Humaines (2016-2019) puis dans le pôle des Affaires Financières (2019-2021) à Paris.
En 2021, Stéphanie Rouville est nommée Consule générale de France au Consulat général de France à Bruxelles.

## Localisation du Consulat général de France à Bruxelles
Le Consulat général de France à Bruxelles est situé au 42, Boulevard du Régent, B-1000 Bruxelles (métro Arts-Loi).

## Activités de ce Consulat général

### Accueil consulaire (inscription, passeports, cartes d'identité, élections, objets trouvés)[3]
Il est recommandé de s’inscrire au Registre des Français établis hors de France au Consulat général de France à Bruxelles. 105 000 Français sont actuellement inscrits au Consulat à Bruxelles, alors que la communauté est estimée entre 230 000 et 250 000 Français dans son ensemble.
Le Consulat délivre environ 20.000 titres d'identité et de voyage (Carte d'Identité Nationale Sécurisée - CNIS - et Passeport) par an, hors année COVID.
Il fonctionne comme un bureau de vote en périodes d’élections pour permettre aux Français vivant de Belgique de participer aux élections suivantes :
- élection du Président de la République 
- élection du Député de la circonscription BENELUX 
- référendum 
- élections européennes 
- élection des conseillers des Français de l'étranger

### État civil[5]
La Consule générale est investie dans sa circonscription consulaire à l’étranger des fonctions d’officier de l’état civil. Elle peut donc célébrer des mariages entre deux ressortissants français. Plus généralement, elle dresse directement les actes relatifs à des évènements d’état civil survenus dans sa circonscription consulaire (reconnaissance, naissance, mariage, décès de Français en Belgique).
Lorsque l’acte a été établi par l’autorité belge, le Consulat peut en transcrire le contenu sur ses registres, et délivrer copie de cette transcription aux administrés.
Enfin, le Consulat peut enregistrer des PACS. La Consule générale a la possibilité de déléguer cette fonction au(à la) Consul(e) général(e) adjoint(e) ou à l’un des Consuls adjoints.

### Affaires sociales[6]
L’activité du Consulat général dans le secteur social est très variée.

#### L’attribution d’aides financières[7]
Dans l’Union européenne, les Français de Belgique qui remplissent les conditions de séjour nécessaires, dépendent de l’aide des services sociaux belges. Cependant, le Consulat peut apporter de façon exceptionnelle des secours occasionnels à des Français résidents, ou à des Français de passage. Mais sauf rares exceptions, (ex : financement de rapatriement pour indigence vers Lille ou Paris), il ne peut pas verser d’aides financières.
Le plus souvent, il propose aux Français en difficulté soudaine (ex : vol des documents d’identité) une assistance pour un transfert d’argent par l’intermédiaire de Western Union.
Le Consulat attribue également de petites subventions à des associations françaises d’entraide et de bienfaisance et il réunit chaque année un comité de liaison de la vie associative caritative en Belgique.
Le Consulat intervient dans l'organisation de commissions locales des bourses scolaires versées par l’Agence pour l’enseignement français à l’étranger (AEFE) et instruit les demandes de bourses d’enseignement supérieur, qu’il transmet ensuite aux centres régionaux des œuvres universitaires et sociales (CROUS).
Une Commission d’entraide se réunit une fois par an pour accorder une aide funéraire forfaitaire à la famille lors de l’enterrement (du décès) d'un ancien combattant ou pour accorder une aide de solidarité à d'anciens combattants en difficulté. Des ressortissants de l’Office National des anciens combattants et victimes de guerre (ONAC) peuvent également être accompagnés dans une ou (lors de plusieurs démarches) : demande de carte du combattant, de titre de reconnaissance de la Nation, retraite du combattant, invalidité et carnets de soins gratuits, expertises médicales, transmission de courrier etc.

#### Démarches administratives à caractère social
Les Recherches dans l’Intérêt des familles ont été supprimées en 2013.
Le Consulat transmet aux personnes concernées domiciliées en Belgique des dossiers d’obligation alimentaire ou de notifications de décision d’aide sociale transmis par des conseils généraux ou des mairies françaises.
À la demande des Conseils généraux, le Consulat réalise également des enquêtes en vue d’adoption pour évaluer le cadre de vie des parents candidats (les enquêtes psychologiques sont menées par les services du département, le plus souvent avant le départ en Belgique).
Enfin, il informe les bourgmestres concernés du déroulement de séjours de vacances d’enfants en Belgique et les interroge sur la sécurité des lieux prévus pour le séjour.

#### Protection et sécurité des personnes
Le Consulat réalise des interventions ponctuelles sur des cas précis : mineurs en fugue, soutien aux parents isolés, intervention auprès des services sociaux belges dans le cadre d’une recherche de logement social, d'une disparition inquiétante, d'un déplacement illicite d’enfants…
Il organise également des visites aux prisonniers français en Belgique qui le souhaitent.
Le service social du Consulat général est parfois informé du décès de Français en Belgique et peut dans ce cas transmettre les coordonnées familiales aux autorités compétentes qui informeront les familles et accompagneront ces dernières pour rapatrier le corps de la personne décédée.

#### Accueil du public et information des Français
Chaque année, plus de 2 000 renseignements sont donnés (par téléphone ou par courrier) dans le domaine social concernant des domaines très diversifiés de la législation belge ou française (retraite, sécurité sociale, jugement de garde, protection de l’enfance, divorce, informations sur le retour en France ou l’installation en Belgique…)

### Nationalité[8]
Un agent du Consulat a la charge d’instruire les demandes d’acquisition de la nationalité française (par le mariage, par réintégration dans la nationalité française), ainsi que des dossiers ayant trait à la naturalisation, perte, possession d’état, déclaration d’acquisition à raison d’une adoption simple ou de répudiation.

### Service national
Le Consulat général recense les jeunes Français en Belgique lorsque ceux-ci atteignent l’âge de 16 ans. Il n'organise plus depuis plusieurs années les « Journées Défense et citoyenneté » (JDC).
Il tient à disposition des Français de Belgique les documents et les formulaires du Ministère de la Défense relatifs au volontariat international ainsi que ceux concernant la préparation militaire et l’engagement dans l’armée des jeunes gens et des jeunes filles résidant à l’étranger. Il se charge également de transmettre les dossiers à l’administration militaire.

### Visas[9]
Le Consulat général de France à Bruxelles est compétent pour les demandes de visa des personnes résidant en Belgique, au Luxembourg ou aux Pays-Bas.
Depuis 2009, il délivre des visas biométriques.

## Les tournées en province[10]
Le Consulat organise régulièrement des tournées consulaires dans les villes d’Anvers, Charleroi, Gand, Liège, Mons et Namur et Tournai.

## Les Consuls honoraires[11]
Ils sont chargés d’assurer la protection des ressortissants français et de leurs intérêts en Province, d’informer le Chef de circonscription consulaire de tout ce qui concerne le service de l’État ou les intérêts des Français de sa ville de résidence, de répondre à ses diverses demandes de renseignements, et peut être appelé à diffuser des informations ou des documents administratifs (décret No 76.548 du 16 juin 1976 -J.0. du 25 juin 1976).
| Zone concernée     | Consul Honoraire          |
| ------------------ | ------------------------- |
| ANVERS             | M. Pascal VAN DIEREN      |
| BRUGES             | M. Derrick GOSSELIN       |
| CHARLEROI          | Mme Jocelyne VANDERLINDEN |
| COURTRAI           | M. Pierre-Paul de BEIR    |
| GAND               | M. François DEREN         |
| LIEGE              | M. Michel CLOES           |
| MONS               | Mme Christine GYSELINGS   |
| NAMUR              | M. David DANNEVOYE        |
| TOURNAI / MOUSCRON | M. Bernard FONTAINE       |

## Les élus à l’Assemblée des Français de l’étranger[12]
Le Consul général assure la relation entre les élus pour les Français de l’étranger et les compatriotes résidents en Belgique.

### Élection des Conseillers des Français de l'étranger - 30 mai 2021
| Conseiller des Français de l'étranger | Conseiller des Français de l'étranger | Mandat         |
| ------------------------------------- | ------------------------------------- | -------------- |
|                                       | Cécilia GONDARD                       | 2021- en cours |
|                                       | Jérémy MICHEL                         | 2021- en cours |
|                                       | Thierry MASSON                        | 2021- en cours |
|                                       | Bertrand WERT                         | 2021- en cours |
|                                       | Léa CHARLET                           | 2021- en cours |
|                                       | Anthony BISCH                         | 2021- en cours |
|                                       | Isabelle WANDELST                     | 2021- en cours |

### Élections des conseillers consulaires - 25 mai 2014
Les Français de Belgique sont représentés par 9 conseillers consulaires élus le 25 mai 2014:
| Conseiller consulaire | Conseiller consulaire   | Mandat    |
| --------------------- | ----------------------- | --------- |
|                       | Cécilia GONDARD         | 2014-2021 |
|                       | Alix COURDESSE          | 2014-2021 |
|                       | Caroline LAPORTE        | 2014-2021 |
|                       | Georges-Francis SEINGRY | 2014-2021 |
|                       | Thierry MASSON          | 2014-2021 |
|                       | Guillaume SELLIER       | 2014-2021 |
|                       | Boris FAURE             | 2014-2021 |
|                       | Anne MONSEU-DUCARME     | 2014-2021 |

Les Français du Benelux sont représentés par 6 Conseillers à l’Assemblée des Français de l’Étranger : Mme Carole Biot-Stuart, M. Alexandre Chateau-Ducos, Mme Monique Dejeans, M. Pierre Girault, Mme Cécilia Gondard, M. Jérémy Michel.
Cette dernière constitue l’interlocuteur du gouvernement sur la situation des Français établis hors de France et les politiques conduites à leur égard.

## Le réseau associatif français ou franco-belge[13]
Outre les sections en Belgique des associations nationales reconnues d’utilité publique (ADFE, UFE, Société des membres de la Légion d’honneur –Section Belgique, Association nationale des membres de l’ordre national du mérite - Représentation Belgique), la Belgique compte de nombreuses associations françaises ou franco-belges, qui ont le statut d’ASBL : associations d’accueil et d’amitié, associations d’entraide, associations régionales, associations professionnelles, associations de vétérans, associations culturelles.

## Les spécificités du Consulat général de France à Bruxelles

### La communauté française de Belgique[14]
Le Consulat général de France en Belgique fait partie des trois consulats chargés des plus importantes communautés françaises à l’étranger (avec Londres et Genève). Il gère une communauté estimée de 230 000 à 250 000 personnes (deuxième communauté étrangère en Belgique après les Italiens). Cette communauté est ancienne (25 000 Français en Belgique dans l’entre-deux-guerres, 80 000 dans les années 1950) et en augmentation régulière (5 000 Français par an en plus en Belgique depuis une quinzaine d’années). Elle est très diverse : minorité de Français favorisés, employés, salariés, cadres, fonctionnaires européens (5 000), Français en difficulté… 
Elle est concentrée dans quelques zones : la moitié de la communauté française vit à Bruxelles, et un tiers le long de la frontière française (Hainaut et Flandre occidentale).